# 글렌 모샤워
글렌 모샤워(Glenn Morshower, 1959년 4월 21일 ~ )는 미국의 배우이다.

## 출연 작품

### 영화
- 블랙 호크 다운 (2001)
- 코어 (2003) - FBI 요원 역
- 게이시 (2003)
- 라스트 샷 (2004) - 매캐프리 요원 역
- 홈랜드 시큐리티 (2004, Homeland Security)
- 트랜스포머 (2007)
- 트랜스포머: 패자의 역습 (2009) - 모샤워 장군 역
- 트랜스포머: 달의 어둠 (2011) - 제너럴 모슈어 역
- 애프터매스 (2017)
- 커버처: 세이브 더 퓨처 (2017, Curvature) - 토머스 역

### 텔레비전
- 24 (2001-09)